# Симпсон, Маргарет
Маргарет Симпсон (англ. Margaret Simpson, род. 31 декабря 1981 года в Крапе, Гана) — ганская легкоатлетка, которая специализируется в семиборье. Бронзовый призер Чемпионата мира 2005 года в Хельсинки.

## Карьера
Первое появление на международной арене для Маргарет Симпсон состоялось в 1999 году на Всеафриканских играх, где она заняла четвертое место. На Чемпионате Африки среди юниоров в том же году завоевала золотую медаль в семиборье и серебряную в эстафете 4x100 метров.
На Чемпионате мира 2001 года спортсменка завершила соревнования по семиборью на тринадцатой позиции. Первый крупный успех пришел к ней в следующем году, когда Симпсон взяла бронзовую медаль на Играх Содружества, а затем выиграла золотую медаль на Чемпионате Африки по легкой атлетике.
В 2004 году спортсменка из Ганы стала чемпионкой Африки с семиборье во второй раз, а после отметилась девятым результатом Олимпийских играх в Афинах.
В 2005 году Симпсон завоевала бронзовую медаль на Чемпионате мира в Хельсинки с результатом 6375 очков. Личный рекорд баллов в карьере спортсменке покорился в том же году на соревновании Hypo-Meeting — 6423 очка.
Она пропустила сезон 2006 года, но вернулась через год и в 2007 году победила на Всеафриканских играх. Однако и далее в спортивной карьере спортсменки наступили тяжелые временя — Маргарет не смогла выступить на Олимпийских играх 2008 года и на Чемпионате мира 2009 года, но на следующий год победила на Чемпионате Африки, а в 2011 году, в третий раз на Всеафриканских играх. В 2012 году на Чемпионате Африки победила в метании копья (своей любимой дисциплине семиборья), однако участия в Олимпийских играх в Лондоне спортсменка не смогла принять из-за почечной инфекции.